# Oasis de Jáchal

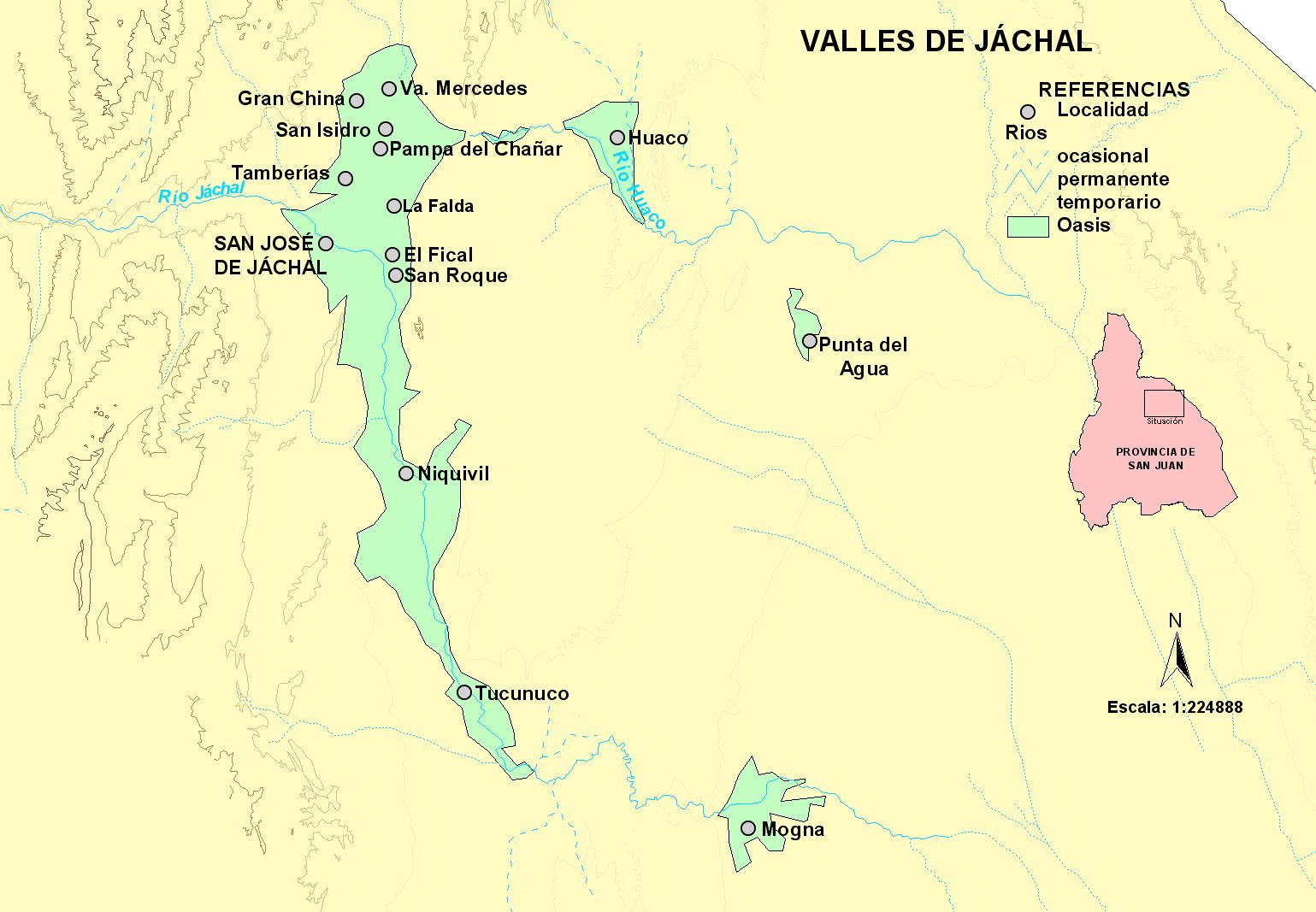
Mapa del Valle de Jáchal.

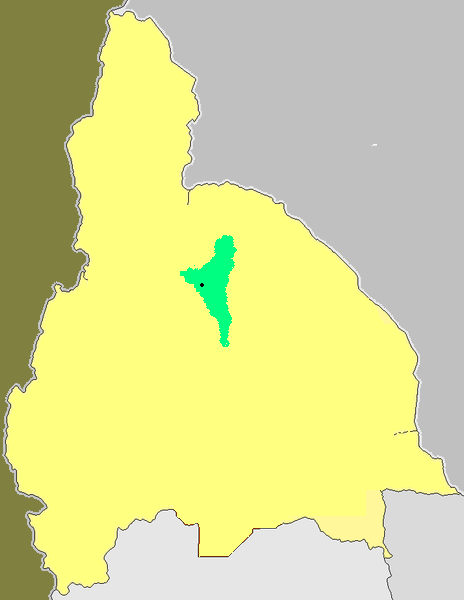
La mancha verde muestra la ubicación del valle en la provincia de San Juan.

El oasis del Jáchal, es un oasis artificial producto de un sistema de riego a partir de la sistematización del río Jáchal ubicados en el centro norte de la provincia de San Juan, en el departamento homónimo, en el centro oeste de la Argentina. 
Se caracteriza por ser una zona donde predomina como actividad económica la agricultura, destacándose con numerosas plantaciones estacionales y por ser el segundo más importante oasis agrícola de la provincia ya mencionada.

## Localización
El Valle de Jáchal, se ubica en el centro norte de la provincia de San Juan, en el centro oeste del departamento del mismo nombre, al norte de, a 150 km, de la ciudad de San Juan. 
Absolutamente el mismo se ubica a 30°12′57″S 68°43′00″O / -30.21583, -68.71667, a aproximadamente más de 1000 m s. n. m.

## Clima
El clima es semi desértico, con precipitaciones escasas, una elevada aridez y una importante oscilación térmica tanto anual como diaria. Las temperaturas oscilan entre los 28 °C de enero, cuando las máximas superan los 36 °C y alcanzan los 44 °C absolutos, y los 8 °C de julio, donde son permanente  las heladas, registrándose temperaturas por debajo de -9 °C. Ningún mes tiene precipitaciones por encima de los 20 mm, y son más probables en verano con caída de granizo.

## Hidrografía
El Valle de Jáchal es principalmente irrigado por los habitantes del lugar río del mismo nombre, pero su caudal no es suficiente como para abastecer a todo el oasis, lo que ha llevado la construcción de embalses o diques, entre ellos el Dique Cauquenes. El sistema de regadío es artificial, son canales de riego construidos por el hombre con cemento.